# Melejdy
Melejdy (deutsch Mehleden) ist ein Ort in der polnischen Woiwodschaft Ermland-Masuren. Er gehört zur Stadt- und Landgemeinde Sępopol (Schippenbeil) im Powiat Bartoszycki (Kreis Bartenstein).

## Geographische Lage
Melejdy liegt unmittelbar südlich der Staatsgrenze zwischen Polen und Russland nordöstlich von Sępopol und ist auf einer Nebenstraßenverbindung über Miedna (Honigbaum), Dzietrzychowo (Dietrichsdorf) und Gaj (Grünhof) zu erreichen. 

## Geschichte
Als im Jahr 1874 der neuerrichtete Amtsbezirk Schakenhof (heute russisch: Trostniki) gebildet wurde, wurde Mehleden eingegliedert und gehörte bis 1945 zu diesem Bezirk innerhalb des Landkreises Gerdauen im Regierungsbezirk Königsberg der preußischen Provinz Ostpreußen. Im Jahr 1910 lebten hier 56 Einwohner.
Am 30. September 1928 gab der Gutsbezirk Mehleden seine Selbständigkeit auf und wurde in die Landgemeinde Rädtkeim (der Ort ist aufgrund seiner Lage auf russischer Seite unmittelbar im polnisch-russischen Grenzgebiet nicht mehr existent) eingemeindet.
1945 kam Mehleden zu Polen und wurde in „Melejdy“ umbenannt. Er gehört heute zum Schulzenamt Lipica (Lindenau) innerhalb der Gmina Sępopol (Stadt- und Landgemeinde Schippenbeil) und liegt im Powiat Bartoszycki in der Woiwodschaft Ermland-Masuren (1975–1998 Woiwodschaft Olsztyn).

## Religionen
Mit seiner mehrheitlich evangelischen Bevölkerung war Mehleden vor 1945 in das Kirchspiel des heute auf russischem Staatsgebiet liegenden Pfarrdorfs Friedenberg (russisch: Dworkino) eingepfarrt. Es gehörte zum Kirchenkreis Gerdauen (russisch: Schelesnodoroschny) in der Kirchenprovinz Ostpreußen der Kirche der Altpreußischen Union.
Heute lebt eine überwiegend katholische Einwohnerschaft in Melejdy. Pfarrort ist jetzt Lipica im Dekanat Sępopol (Schippenbeil) im Bistum Ermland der Katholischen Kirche in Polen. Hier wohnende evangelische Kirchenglieder gehören jetzt zur Kirche in Bartoszyce (Bartenstein), einer Filialkirche der Pfarrgemeinde in Kętrzyn (Rastenburg) innerhalb der Diözese Masuren der Evangelisch-Augsburgischen Kirche in Polen.